# Tiridate Ier d'Otmous
Pour les articles homonymes, voir Tiridate Ier.
Tiridate ou Dertad Ier d’Otmous ou Trdat Ier Ot‘msec‘i (en arménien Տրդատ Ա Ոթմսեցի) est catholicos de l'Église apostolique arménienne de 741 à 764.

## Biographie
Selon l’historien Kirakos de Gandzak, Dertad ou Tiridate, originaire du village d’Otmous dans la province de Vanand (région de Kars) qui occupe le catholicossat pendant vingt-trois ans, était  « un saint homme, modeste et irradiant de toutes les vertus ». Son catholicossat correspond à une période de paix relative liée à une pause dans les dévastations des Arabes en Arménie.
Tiridate Ier fut le contemporain de l’usurpation en 741/742 du général byzantin d'origine arménienne et stratège d'Arménie Artavazde, qui avait épousé Anna, une fille de Constantin V.
Le catholicos  meurt en 764 et il a comme successeur son homonyme Tiridate II de Dasnavork.